# Celia Sánchez-Ramos
Celia Sánchez-Ramos (Zaragoza, 1959) es inventora y farmacéutica e investigadora española, especialista en el área de protección y prevención de la visión. Es doctora en el área de Medicina Preventiva y Salud Pública por la Universidad Complutense de Madrid (UCM) y doctora en Ciencias de la Visión por la Universidad Europea de Madrid. Licenciada en Farmacia y diplomada y graduada en Óptica y Optometría. En 2012 fue investida doctora honoris causa por la Universidad Internacional Menéndez Pelayo por su apoyo a la traslación del conocimiento científico a la sociedad.

## Biografía
Celia Sánchez Ramos (Zaragoza, 1959) es doctora en Farmacia en el área de Medicina Preventiva desde el año 1994, así como una reconocida experta en óptica y optometría. Es profesora titular en Óptica Fisiológica y Percepción Visual en la Universidad Complutense de Madrid. En 2010 obtuvo su segundo Doctorado en Ciencias de la Visión por la Universidad Europea y en 2012 ha sido investida doctora Honoris Causa por la Universidad Internacional Menéndez Pelayo por su apoyo a la traslación del conocimiento científico a la sociedad.
Su actividad docente se ha desarrollado desde 1986, en la Universidad Complutense de Madrid en estudios de Diplomatura, de Grado (Óptica Fisiológica, Percepción Visual) de Máster (Neuroprotección, Métodos y técnicas psicofísicas y electrofisiológicas y Métodos de investigación en visión) y en Programas de Doctorado (Medicina, CC Físicas Óptica y Óptica). Además, desde 2006 dirige cursos de formación continua de experto universitario relativos a estudios de distintos aspectos de la visión. Promueve, planifica y desarrolla proyectos de innovación educativa a nivel nacional e internacional. Ha sido directora del Departamento Optometría y Visión.
Durante los últimos 35 años, ha dirigido 50 trabajos Fin de Máster, Grado y Tesinas, tanto en entornos de investigación clínica como experimentación animal, relacionados con la percepción visual, el procesamiento de la señal visual y las variaciones que se pueden producir en diferentes poblaciones con distintas condiciones ambientales, haciendo una especial incidencia con la exposición a radiaciones electromagnéticas. Ha dirigido 7 títulos de experto universitario relacionados con la visión y métodos de investigación, dirigidos a postgraduados (con extensión a múltiples países). En la evaluación de la Docencia ha obtenido calificaciones positivas y excelentes, en todas las materias y en todas las evaluaciones realizadas en los últimos 20 años. Ha sido responsable de 13 Proyectos de Innovación Educativa (PIE). Ha sido docente en cursos de formación de profesores en la Universidad de Quito y en la Universidad de La Plata. Ha colaborado y dirigido proyectos de Cooperación al Desarrollo en países en vías de desarrollo.
Su implicación con el mundo universitario y la interrelación entre docencia e investigación le ha inducido a formar parte de plataformas y asociaciones de apoyo y defensa de la actividad universitaria. Ha realizado varias estancia externas en universidades de prestigio (Mesina y Manchester). Ha sido Directora del Departamento de Optometría y Visión. Ha sido auditora interna y externa de programas de Grado, Máster y Doctorado. Ha estado implicada en todas las comisiones de investigación, ordenación académica, calidad, selección de personal, entre otras, durante los últimos 25 años. Es evaluadora de revistas científicas y forma parte de jurados de premios nacionales e internacionales.
Es muy activa en actividades de divulgación científica así como en el intercambio de conocimiento en congresos nacionales e internacionales (más de 200) así como en publicaciones indexadas no indexadas. Además, destaca la colaboración con los medios de comunicación nacionales e internacionales (prensa y audiovisuales), en actividades de divulgación en el campo de la Salud Visual y Medicina Preventiva, dentro del marco de campañas organizadas por instituciones, fundaciones y organismos no gubernamentales (una media de 40 intervenciones anuales). Su labor investigadora y docente se une en la dirección de tesis doctorales habiendo sido defendidas en los últimos años, más de 20 tesis doctorales, con diferentes estados de desarrollo.
Fue fundadora del Laboratorio y Grupo de investigación de Neuro-Computación y Neuro-Robótica de la Universidad Complutense de Madrid. Actualmente es directora del Grupo de Investigación en Visón y Oftalmología. Su investigación en experimentación animal, ensayos clínicos y experimentos in vitro estudian la neurodegeneración, prevención y protección del sistema visual así como el procesamiento de la señal visual por las vías ópticas. Desde hace 35 años, dirige proyectos de investigación tanto nacionales financiados por organismos institucionales (comunidades autónomas y ministerios) y entidades privadas (empresas y fundaciones como ONCE, MAPFRE, MM) así como proyectos promovidos por organismos internacionales, entre los que destaca la Red Iberoamericana de Salud Visual. Como consecuencia de la investigación científica desarrollada en los Grupos de Investigación dirigidos de la UCM ha conseguido un importante número de patentes, investigaciones y publicaciones en el ámbito al que lleva dedicándose más de 35 años de la óptica, optometría y lentes de contacto así como en autenticación por biometría ocular y en ergonomía de la visión; ámbito a los que lleva dedicada más de veinticinco años.
Es inventora de 20 familias de patentes, con titularidad de la UCM, relacionadas con la neuroprotección retiniana a través de elementos y dispositivos ópticos. Patentes entre las que destacan lentes y filtros terapéuticos para ojos sanos, pseudoafáquicos y/o en proceso de neurodegeneración con extensión a múltiples países. Ha recibido más de 20 galardones por su labor investigadora y de translación del conocimiento entre los que destacan el premio a “Mejor Inventora Internacional” por la Organización Mundial de la Propiedad Intelectual (OMPI) (2009), medalla de oro a la mejor invención del área sanitaria y en 2010 obtuvo el “Gran Premio a la Mejor Invención Internacional” otorgado por la ONU. Ha sido candidata al premio Príncipe de Asturias (2011) y al premio Jaime I a la innovación (2012). En los últimos años su labor investigadora y traslacional ha sido reconocida por múltiples instituciones.
Es miembro de sociedades científicas como la Sociedad Española de Óptica, y presidenta del Grupo Especializado de Física Médica (GEFM) de la Real Sociedad Española de Física. A nivel internacional forma parte de diferentes comités en la Sociedad Panamericana de Oftalmología y de las Sociedades Americana y Europea de Investigación en Visión (ARVO y EVER). Es asesora científica en aspectos relacionados en la promoción de la salud visual para empresas, instituciones y asociaciones de afectados. En 2015 ha sido nombrada asesora científica de la Fundación Española para la Ciencia y la Tecnología (FECYT). Es evaluadora y auditora de distintas agencias públicas y entidades privadas, así como revisora de publicación científicas. Es asesora de material científico de distintas empresas privadas en su área de conocimiento y es componente del comité científico y patrona de diferentes fundaciones .Sus contribuciones en el campo de ciencias de la visión incluyen patentes de fotoprotección licenciadas y comercializadas a nivel internacional.
Es autora y ha colaborado en la publicación y edición de libros, capítulos y artículos científicos de su área de conocimiento. Desde 1990 interviene en congresos, simposios, reuniones científicas y dicta conferencias en todo el mundo. En la actualidad participa activamente en la tarea de divulgación científica de acciones dentro de los programas de “Educación para la salud visual” por su convencimiento de la necesidad de implicar al individuo en el cuidado de su propia salud.
En junio de 2006 funda la empresa spin-off de la Universidad Complutense de Madrid Alta Eficacia Tecnología S.L., cuyo objeto social principal es la comercialización de productos, patentes y modelos de utilidad en el campo de la optometría, contactología, biometría y neurociencia.
En diversos foros se considera al equipo de investigación de la doctora Celia Sánchez Ramos líder en el uso de la protección de los resultados de investigación mediante patentes, modelos de utilidad, registro de diseños y derechos de autor; considerando la propiedad intelectual en investigación como un importante activo para la sociedad. Desde el año 2005 organizan jornadas de propiedad intelectual del más alto nivel que han logrado unir los esfuerzos de las administraciones, empresas, universidades y los centros de investigación. Colabora activamente en la Plataforma de Investigadores UCM. Además, es Vicepresidenta del Foro de Empresas Innovadoras.
Destaca además su profundo compromiso social que le lleva a abordar diversos proyectos de cooperación al desarrollo en formación a docentes y en investigación e innovación (Paraguay, Ecuador, Mozambique) y en proyectos de cooperación socio-sanitaria (Senegal).

## Fundamento Científico

### Fotoprotección
Desde 1980 es conocido que la luz violeta y azul del espectro visible está relacionada con la fisiopatogenia de la degeneración macular asociada a la edad (DMAE). La eliminación por bloqueo de un porcentaje de luz violeta y azul disminuye la muerte celular por apoptosis en células invitro, en animales de experimentación previene de daños fototérmicos, fotoquímicos y fotomecánicos. En ensayos en humanos se demuestra un menor envejecimiento en el espesor macular de la retina de ojos fotoprotegidos.

### Autenticación por Biometría Ocular
Las diferentes estructuras del cuerpo humano están siendo utilizadas para la autenticación de personas. En el globo ocular se utiliza la retina como elemento diferenciador incluyendo la proyección del punto de fijación. La estructura corneal debido a sus características y en particular a su transparencia permite la diferenciación mediante topografía corneal de su superficie anterior y posterior.

### Ergonomía Visual
El conocimiento de la función visual desde la infancia hasta la vejez permite estudiar y desarrollar elementos y dispositivos para mejorar el rendimiento en escolares, profesionales y en la realización de tareas que requieren mucha atención. 

## Premios y patentes

### Premios más relevantes
Se destacan entre los premios y menciones la yuxtaposición de premios relativos a los trabajos de investigación con menciones y reconocimientos a la labor translacional e innovadora. Un ejemplo de esta afirmación a nivel nacional son las candidaturas al Premio Príncipe de Asturias y al Premio Jaime I, que premian dos actividades diferentes pero complementarias (Investigación e innovación). El reconocimiento recibido por el Real Forum de Alta Dirección pone en evidencia la capacidad de estructurar y dirigir equipos, en el ámbito universitario y, también, en el entorno privado, para obtener resultados de interés. A nivel internacional, destaca los máximos galardones recibidos en distintos  continentes: Asia, Europa y América, donde la actividad translacional y la publicación en forma de patentes ha sido en los últimos años altamente valorados (Premio a la Mejor Inventora Internacional otorgado por la OMPI – Organización de Naciones Unidas 2009; Premio Mejor Invento Internacional 2010 por la OMPI – ONU; Premio Mejor Patente Española en el área Sanitaria; y diferentes medallas y reconocimientos en Malasia y Taipéi). 
Destaca la participación e implicación en la Comunicación interprofesional tanto en las Asociaciones de investigadores e innovadores como en las Sociedades científicas relacionadas con las áreas de conocimiento que son visión, oftalmología, óptica e investigación. Además, se quiere reseñar los proyectos de Cooperación al Desarrollo en investigación y formación y la colaboración en Docencia internacionales para formación de formadores y profesionales sanitarios  así como proyectos de docencia para la enseñanza en la transferencia de conocimiento.
- Medalla de oro del Gran Premio de Invenciones de Ginebra 2010.[10]
- Mejor Inventora del Año 2009, entregado por la Organización Mundial de la Propiedad Intelectual.
- Medalla de oro, con felicitación del Jurado, a la mejor invención del área sanitaria.
- Mejor patente española, entregada por la Oficina Española de Patentes y Marcas.

### Patentes
- Blocking Element of Short Wavelengths in Led-Type Light Sources[66][67]
- Refractive surface for blocking short- and medium- wavelength visible-spectrum radiation that affects human physiology
- Led luminaires for illumination and disinfection of viruses and bacteria

- Lente de contacto terapéutica para ojos pseudoafáquicos y/o en proceso de neurodegeneración.[12]
- Lente oftalmológica terapéutica y profiláctica para ojos pseudoafáquicos y/o en proceso de Neurodegeneración.[13]
- Dispositivo de iluminación con filtro terapéutico y profiláctico para ojos sanos, pseudo afáquicos y/o en proceso de neurodegeneración.[14]
- Componentes de prevención para ojos sanos y de terapia y profilaxis para ojos pseudo afáquicos y/o en proceso de Neurodegeneración en vehículos.[15]
- Fuente de iluminación con emisión reducida de longitudes de onda corta para protección de ojos.[16]
- Elementos de prevención sobre superficies transparentes de edificios para la protección y terapia de ojos.[17]
- Visor de casco de seguridad y prevención con superficie tratada para la protección y terapia de ojos.[18]
- Material de cobertura, revestimiento o pantalla para la protección y terapia de ojos contra los efectos de la luz azul.[19]
- Gafas de seguridad y prevención con superficie tratada para la protección y terapia de ojos en oficios y deportes.[20]
- Método y dispositivo para el reconocimiento de personas que incorporan como constante biométrica el lugar anatómico de la retina que corresponde al lugar fisiológico del eje visual.[21]
- Dispositivo y método de iluminación difusa para interior de vehículos.[22]
- Reconocimiento biométrico mediante estudio del mapa de superficies esféricas del segundo dioptrio ocular.[23]
- Kit y método de detección pre mortem de la enfermedad de Alzheimer in vitro.[24]
- Elemento bloqueante de longitudes de onda corta en fuentes de iluminación de tipo LED.[25]
- Dioptrio configurado para restringir las radiaciones electromagnéticas que dañan el Sistema Visual.[26]
- Dispositivo y Método para la detección y cuantificación de la variación del daño ocular provocado por la luz azul y violeta del espectro visible[68]
- Dioptrio bloqueante de radiaciones de longitudes onda corta y media del espectro visible que afectan a la fisiología humana[69]
- Dispositivo y Método simulador de entornos para la evaluación de la función visual[70]
- Método y aparato para el reconocimiento biométrico corneal[71]

### Otros
- En 2014 fue seleccionada por la revista Quo, en colaboración con el Consejo Superior de Investigaciones Científicas y el Consejo Superior de Deportes, para la primera «Selección Española de la Ciencia», compuesta por trece científicos españoles destacados a escala internacional.[72][73]

## Publicaciones
Propiedad Intelectual e Industrial de la obra científica (5 vols.); Sánchez-Ramos Roda, Celia y Couto Gálvez, Rosa Mª. Ministerio de Cultura, Editorial Complutense y Editorial Comillas, Madrid, 2008-2012. ISBN: 978-84-8468-282-0

### Presencia en medios
- TECNONAUTA: Ella DESCUBRIÓ cómo las PANTALLAS DESTRUYEN tus OJOS! Y salvó los míos.
- RTVE La aventura del saber: Desvelando Miradas
- CLICK RADIO: TALENTO FEMENINO Y SOCIEDAD CIVIL
- EL ESPAÑOL: La gurú contra los efectos nocivos de la luz azul de las pantallas: “Debemos pestañear más"
- APRENDICES: Celia Sánchez Ramos: "Más allá del laboratorio"
- CONTROL PAPÁS: POR QUE ES DAÑINA LA LUZ AZUL
- RTVE La aventura del saber: Investigaciones para la salud ocular
- RTVE Informe Semanal: Entrevista·
- elPeriódico: Celia Sánchez-Ramos: “Los menores de tres años no deben usar pantallas”·
- Resistentes y con capacidad: La pantalla de tu MÓVIL puede dejarte ciego: los peligros de la LUZ AZUL·
- OEPM: MujeresPropiedad Intelectual: Galeria mujeres inventoras·
- ONDA CERO educahistorial; Mujeres con alma de inventora: Celia Sánchez-Ramos Roda
- El Mundo.

- Datos: Q5058022
- Multimedia: Celia Sánchez-Ramos / Q5058022